# Canton de Plateau d'Hauteville
Le canton de Plateau d'Hauteville, précédemment appelé canton d'Hauteville-Lompnes, est une circonscription électorale française située dans le département de l'Ain en région Auvergne-Rhône-Alpes.
À la suite du redécoupage cantonal de 2014, les limites territoriales du canton sont remaniées. Le nombre de communes du canton passe de 6 à 41. En 2016, le nombre de communes passe à 37 puis à 28 en 2019 et à 27 en 2023.

## Géographie
Ce canton est organisé autour de Plateau d'Hauteville dans l'arrondissement de Belley. Son altitude varie de 431 m à 1241 m (Cormaranche-en-Bugey) pour une altitude moyenne de 817 m.

## Histoire
- Le canton d'Hauteville-Lompnes a été créé en 1801[2].
- De 1833 à 1848, les cantons d'Hauteville et de Saint-Rambert avaient le même conseiller général. Le nombre de conseillers généraux était limité à 30 par département[3].
- Un nouveau découpage territorial de l'Ain (département) entre en vigueur à l'occasion des élections départementales de mars 2015, défini par le décret du 13 février 2014[1], en application des lois du 17 mai 2013 (loi organique 2013-402 et loi 2013-403)[4]. Les conseillers départementaux sont, à compter de ces élections, élus au scrutin majoritaire binominal mixte. Les électeurs de chaque canton élisent au Conseil départemental, nouvelle appellation du Conseil général, deux membres de sexe différent, qui se présentent en binôme de candidats. Les conseillers départementaux sont élus pour six ans au scrutin binominal majoritaire à deux tours, l'accès au second tour nécessitant 12,5 % des inscrits au premier tour. En outre la totalité des conseillers départementaux est renouvelée. Ce nouveau mode de scrutin nécessite un redécoupage des cantons dont le nombre est divisé par deux avec arrondi à l'unité impaire supérieure si ce nombre n'est pas entier impair, assorti de conditions de seuils minimaux[5]. Dans l'Ain, le nombre de cantons passe ainsi de 43 à 23. Le nombre de communes du canton d'Hauteville-Lompnes passe de 6 à 41.
- Le nouveau canton d'Hauteville-Lompnes est formé de communes des anciens cantons de Seyssel (4 communes), de Hauteville-Lompnes (6 communes), de Virieu-le-Grand (1 commune), de Champagne-en-Valromey (14 communes), de Brénod (12 communes) et de Saint-Rambert-en-Bugey (4 communes).
- Avec ce redécoupage administratif, le territoire du canton s'affranchit des limites d'arrondissements, avec 29 communes incluses dans l'arrondissement de Belley et 12 dans l'arrondissement de Nantua. Le bureau centralisateur est situé à Hauteville-Lompnes.
- Le canton prend sa dénomination actuelle par décret du 24 février 2021[6].

## Représentation

### Représentation depuis 2015
Liste des conseillers départementaux successifs
| Nom | Nom           | Période | Période  | Parti | Qualité |
| --- | ------------- | ------- | -------- | ----- | --- |
|     | Philippe Emin | 2015    | en cours | LR    | Employé - Maire de Cormaranche-en-Bugey puis de Plateau d'Hauteville Président de la communauté de communes du Plateau d'Hauteville Président de la commission de la voirie, des transports et des bâtiments Conseiller délégué à la stratégie de la moyenne montagne de l'Ain (depuis 2021) |
|     | Annie Meuriau | 2015    | en cours | DVD   | Aide-soignante - Maire puis maire déléguée de Virieu-le-Petit (2017-2020) |

#### Élections de mars 2015
À l'issue du premier tour des élections départementales de 2015, deux binômes sont en ballotage : Philippe Emin et Annie Meuriau (Union de la Droite, 35,71 %) et Nathalie Martinez et Patrick Saint Mars (FN, 29,59 %). Le taux de participation est de 52,78 % (8 044 votants sur 15 242 inscrits) contre 48,99 % au niveau départemental et 50,17 % au niveau national.
Au second tour, Philippe Emin et Annie Meuriau (Union de la Droite) sont élus avec 63,08 % des suffrages exprimés et un taux de participation de 51,67 % (4 330 voix pour 7 872 votants et 15 235 inscrits).

### Représentation avant 2015
Liste des conseillers généraux successifs
| Nom | Nom                                         | Période | Période | Parti              | Qualité |
| --- | ------------------------------------------- | ------- | ------- | ------------------ | --- |
|     | M. Martin                                   | 1833    | 1836    | DIV                | Médecin à Saint-Rambert-en-Bugey |
|     | Comte Adolphe d'Angeville                   | 1836    | 1848    | DVC                | Propriétaire-agriculteur à Lompnes, conseiller d'arrondissement Député (1834-1848)                                                                                                   |
|     | Honoré Simon Candide Pochet                 | 1848    | 1852    | DIV                | Colonel retraité à Champagne |
|     | Comte Adolphe d'Angeville                   | 1852    | 1856    | DVC                | Propriétaire-agriculteur à Lompnes Député (1834-1848) |
|     | Comte Marie Camille d'Angeville de Beaumont | 1856    | 1877    | DVD                | Ancien lieutenant-colonel de mobiles Propriétaire du château d'Angeville à Hauteville                                                                                                |
|     | Claude-Abraham Auger                        | 1877    | 1883    | Républicain modéré | Notaire à Cormaranche |
|     | Émile Barbier                               | 1883    | 1889    | Républicain modéré | Maire de Corlier |
|     | Claude Figuet                               | 1889    | 1913    | RAD                | Adjoint au maire de Thézillieu, conseiller d'arrondissement |
|     | Louis Guillermet                            | 1913    | 1919    | DIV                | Négociant à Cormaranche-en-Bugey, conseiller d'arrondissement |
|     | Louis Maclet                                | 1919    | 1940    | RAD antimarxiste   | Menuisier Maire de Lacoux |
|     |                                             |         |         |                    | |
|     | Émile Chapuis                               | 1941    | 1945    | DIV                | Directeur du sanatorium Mangini Adjoint au maire d'Hauteville-Lompnes Membre de la Commission Administrative Départementale en 1941 Membre du Conseil Départemental en décembre 1942 |
|     |                                             |         |         |                    | |
|     | Paul Maclet                                 | 1945    | 1979    | SFIO, PS           | Électricien à Hauteville-Lompnes |
|     | Jean Latreille                              | 1979    | 1992    | RPR                | Directeur administratif du sanatorium Adjoint au Maire d'Hauteville-Lompnes |
|     | Bernard Argenti                             | 1992    | 1998    | UDF-PR             | Agriculteur Maire d'Hauteville-Lompnes |
|     | Philippe Virard                             | 1998    | 2004    | MDC                | Médecin à Hauteville-Lompnes Conseiller municipal d'Hauteville-Lompnes |
|     | Jacques Rabut                               | 2004    | 2015    | DVG                | Conseiller municipal d'Hauteville-Lompnes Vice-président du Conseil général |

### Conseillers d'arrondissement (de 1833 à 1940)
| Période                                  | Période        | Identité                     | Étiquette   | Qualité |
| ---------------------------------------- | -------------- | ---------------------------- | ----------- | --- |
| 1833                                     | 1836           | Comte Adolphe d'Angeville    | Centre      | Ancien officier de marine, propriétaire à Lompnes, député (1834-1848)                                       |
| 1836                                     | 1866 (décès)   | Auguste Dumarest (1796-1866) |             | Notaire à Hauteville, maire de Lompnes, juge de paix                                                        |
| Janv.1867                                | 1871           | Félix Brachet                |             | Négociant, marchand de bois à Hauteville                                                                    |
| 1871                                     | 1879 (révoqué) | Mathieu Brachet              |             | Marchand de bois à Tripon, Hauteville                                                                       |
| Sept.1879                                | 1889           | Claude Figuet                | Républicain | Propriétaire, adjoint au maire de Thézillieu                                                                |
| 1889                                     | 1904           | Claude Joseph Lurin          | Républicain | Marchand de bois à Hauteville                                                                               |
| 1904                                     |                | Amédée Mathieu               | Radical     | Médecin à Hauteville                                                                                        |
|                                          |                |                              |             | |
|                                          | 1913           | Louis Guillermet             |             | Négociant à Cormaranche                                                                                     |
| 1913                                     | 1919           | Jules Ancian (1867-1923)     |             | Propriétaire, maire de Thézillieu                                                                           |
| 1919                                     | 1922           | Clément Lyaudet              |             | Propriétaire à Hauteville, adjoint au maire de Longecombe                                                   |
| 1922                                     | 1928           | Marius Seytier               |             | Propriétaire, maire de Lompnes                                                                              |
| 1928                                     | 1933 (décès)   | Francisque Bailly            |             | Industriel à Hauteville                                                                                     |
| Avr.1933                                 | 1940           | Henri Buisson                | Rad.ind.    | Propriétaire à Hauteville                                                                                   |
| 1940                                     |                |                              |             | Les conseils d'arrondissement ont été suspendus par la loi du 12 octobre 1940 et n'ont jamais été réactivés |
| Les données manquantes sont à compléter. |                |                              |             | |

Source : Journal Le Courrier de l'Ain sur le site des archives départementales.

## Composition

Localisation du canton dans l'Ain avant 2015.

### Composition avant 2015
Le canton regroupait six communes.
| Nom                            | Code Insee | Codepostal | Superficie (km2) | Population (dernière pop. légale) | Densité (hab./km2) |
| ------------------------------ | ---------- | ---------- | ---------------- | --------------------------------- | ------------------ |
| Hauteville-Lompnes (chef-lieu) | 01185      | 01110      | 50,34            | 3 921 (2012)                      | 78                 |
| Aranc                          | 01012      | 01110      | 21,65            | 311 (2012)                        | 14                 |
| Corlier                        | 01121      | 01110      | 5,45             | 119 (2012)                        | 22                 |
| Cormaranche-en-Bugey           | 01122      | 01110      | 18,92            | 815 (2012)                        | 43                 |
| Prémillieu                     | 01311      | 01110      | 8,51             | 42 (2012)                         | 4,9                |
| Thézillieu                     | 01417      | 01110      | 26,25            | 314 (2012)                        | 12                 |

### Composition à partir de 2015
Lors de sa création en 2015, le nouveau canton d'Hauteville-Lompnes comprend quarante et une communes.
En 2016, à la suite de la fusion des communes du Petit-Abergement, du Grand-Abergement, d'Hotonnes et de Songieu sous la commune du Haut Valromey, ainsi que celle des communes de Champdor et Corcelles sous le nom de Champdor-Corcelles, le canton passe à trente-sept communes.
En 2019, le nombre de communes passe à vingt-huit communes à la suite de la création d'Arvière-en-Valromey (par fusion de Brénaz, Chavornay, Lochieu et Virieu-le-Petit), de Plateau d'Hauteville (par fusion de Cormaranche-en-Bugey, Hauteville-Lompnes, Hostiaz et Thézillieu) et de Valromey-sur-Séran (par fusion de Belmont-Luthézieu, Lompnieu, Sutrieu et Vieu).
En 2023, à la suite de la création de la commune nouvelle de Culoz-Béon, par regroupement de Béon et Culoz, le nombre de communes passe à vingt-sept.
| Nom                                          | Code Insee | Intercommunalité            | Superficie (km2) | Population (dernière pop. légale) | Densité (hab./km2) | Modifier                                    |
| -------------------------------------------- | ---------- | --------------------------- | ---------------- | --------------------------------- | ------------------ | ------------------------------------------- |
| Plateau d'Hauteville (bureau centralisateur) | 01185      | CA Haut-Bugey Agglomération | 106,11           | 4 790 (2022)                      | 45                 | modifier les données · modifier les données |
| Anglefort                                    | 01010      | CC Usses et Rhône           | 29,26            | 1 150 (2022)                      | 39                 | modifier les données · modifier les données |
| Aranc                                        | 01012      | CA Haut-Bugey Agglomération | 21,65            | 329 (2022)                        | 15                 | modifier les données · modifier les données |
| Armix                                        | 01019      | CC Bugey Sud                | 6,82             | 25 (2022)                         | 3,7                | modifier les données · modifier les données |
| Artemare                                     | 01022      | CC Bugey Sud                | 3,75             | 1 141 (2022)                      | 304                | modifier les données · modifier les données |
| Arvière-en-Valromey                          | 01453      | CC Bugey Sud                | 40,99            | 715 (2022)                        | 17                 | modifier les données · modifier les données |
| Brénod                                       | 01060      | CA Haut-Bugey Agglomération | 23,79            | 547 (2022)                        | 23                 | modifier les données · modifier les données |
| Chaley                                       | 01076      | CC de la Plaine de l'Ain    | 4,60             | 127 (2022)                        | 28                 | modifier les données · modifier les données |
| Champagne-en-Valromey                        | 01079      | CC Bugey Sud                | 18,16            | 826 (2022)                        | 45                 | modifier les données · modifier les données |
| Champdor-Corcelles                           | 01080      | CA Haut-Bugey Agglomération | 31,53            | 655 (2022)                        | 21                 | modifier les données · modifier les données |
| Chevillard                                   | 01101      | CA Haut-Bugey Agglomération | 6,67             | 149 (2022)                        | 22                 | modifier les données · modifier les données |
| Condamine                                    | 01112      | CA Haut-Bugey Agglomération | 4,64             | 477 (2022)                        | 103                | modifier les données · modifier les données |
| Corbonod                                     | 01118      | CC Usses et Rhône           | 31,59            | 1 315 (2022)                      | 42                 | modifier les données · modifier les données |
| Corlier                                      | 01121      | CA Haut-Bugey Agglomération | 5,45             | 116 (2022)                        | 21                 | modifier les données · modifier les données |
| Culoz-Béon                                   | 01138      | CC Bugey Sud                | 29,66            | 3 416 (2022)                      | 115                | modifier les données · modifier les données |
| Évosges                                      | 01155      | CA Haut-Bugey Agglomération | 12,08            | 143 (2022)                        | 12                 | modifier les données · modifier les données |
| Haut Valromey                                | 01187      | CC Bugey Sud                | 121,88           | 777 (2022)                        | 6,4                | modifier les données · modifier les données |
| Izenave                                      | 01191      | CA Haut-Bugey Agglomération | 13,04            | 159 (2022)                        | 12                 | modifier les données · modifier les données |
| Lantenay                                     | 01206      | CA Haut-Bugey Agglomération | 6,59             | 265 (2022)                        | 40                 | modifier les données · modifier les données |
| Outriaz                                      | 01282      | CA Haut-Bugey Agglomération | 5,91             | 258 (2022)                        | 44                 | modifier les données · modifier les données |
| Prémillieu                                   | 01311      | CA Haut-Bugey Agglomération | 8,51             | 47 (2022)                         | 5,5                | modifier les données · modifier les données |
| Seyssel                                      | 01407      | CC Usses et Rhône           | 2,40             | 997 (2022)                        | 415                | modifier les données · modifier les données |
| Talissieu                                    | 01415      | CC Bugey Sud                | 4,80             | 514 (2022)                        | 107                | modifier les données · modifier les données |
| Tenay                                        | 01416      | CC de la Plaine de l'Ain    | 13,12            | 1 024 (2022)                      | 78                 | modifier les données · modifier les données |
| Valromey-sur-Séran                           | 01036      | CC Bugey Sud                | 56,71            | 1 350 (2022)                      | 24                 | modifier les données · modifier les données |
| Vieu-d'Izenave                               | 01441      | CA Haut-Bugey Agglomération | 23,73            | 727 (2022)                        | 31                 | modifier les données · modifier les données |
| Canton de Plateau d'Hauteville               | 0110       |                             | 633,44           | 22 039 (2022)                     | 35                 | modifier les données                        |

## Démographie

### Démographie avant 2015
| 1962  | 1968  | 1975  | 1982  | 1990  | 1999  | 2006  | 2011  | 2012  |
| ----- | ----- | ----- | ----- | ----- | ----- | ----- | ----- | ----- |
| 5 466 | 5 116 | 5 221 | 4 860 | 5 303 | 5 068 | 5 698 | 5 586 | 5 522 |

### Démographie depuis 2015
En 2022, le canton comptait 22 039 habitants, en évolution de −0,32 % par rapport à 2016 (Ain : +5,15 %, France hors Mayotte : +2,11 %).
| 2013   | 2018   | 2022   |
| ------ | ------ | ------ |
| 22 124 | 22 038 | 22 039 |